# Thierry Klifa
Thierry Klifa (...) è un giornalista, regista e sceneggiatore francese.

## Biografia
Thierry Klifa è stato inizialmente un giornalista della rivista Studio. Dal 1991 al 2002, ha intervistato attori e registi sui set cinematografici. Dal 2001, Klifa è un regista.

## Filmografia
- Une vie à t'attendre (2004)
- 30 ans de César - serie TV (2005)
- Le Héros de la famille (2006)
- Les Yeux de sa mère (2011)
- Tout nous sépare (2017)
- André Téchiné, cinéaste insoumis - serie TV (2019)
- Les Rois de la piste (2024)
- La femme la plus riche du monde (2025)